# ناصر نبیل
ناصر نبیل (انگلیسی: Nasser Nabeel؛ زادهٔ ۱۱ فوریهٔ ۱۹۹۰) بازیکن فوتبال اهل قطر است.

## باشگاهی
از باشگاه‌هایی که در آن بازی کرده‌است می‌توان به السد، العربی قطر و المسیمیر اشاره کرد.

## تیم ملی
وی همچنین در تیم ملی فوتبال قطر بازی کرده‌است.